# Gerrit van der Veenlaan (Baarn)
De Gerrit van der Veenlaan is een laan aan de westzijde van Baarn in de provincie Utrecht. De laan loopt van het Stationsplein parallel aan het spoorlijn Amersfoort-Hilversum en sluit aan op de Amsterdamsestraatweg.
Voorheen heette deze laan de Spoorweglaan en was speciaal ontworpen en aangelegd voor Prins Hendrik. Via de Amsterdamsestraatweg kon hij via deze weg de koninklijke wachtkamer aan het station van Baarn bereiken. Zo hoefde hij niet met andere lieden te wachten bij de spoorwegovergang aan de Van Heutszlaan. Op 1 augustus 1945 werd de laan vernoemd naar Gerrit Jan van der Veen (1902 - 1944). Van der Veen was beeldhouwer en leider van een verzetsgroep. Van der Veen werd in die hoedanigheid in 1944 gefusilleerd door de Duitsers. Van der Veen heeft het beeld van Koningin Emma gemaakt dat aan het einde van de laan staat.